# Jean-Claude Darcheville
Jean-Claude Jacques Ducan Darcheville (Sinnamary, Guayana Francesa, 25 de julio de 1975) es un exjugador y entrenador de fútbol francoguayanés. Actualmente dirige a la selección de la Guayana Francesa.

## Carrera como jugador
Darcheville nació en Sinnamary, Guayana Francesa.En 1994, fue visto por el Stade Rennes durante la final de la Copa DOM, que disputó en el Parque de los Príncipes con el US Sinnamary.El 19 de julio de 1995, hizo su debut oficial para el club francés y tres temporadas más tarde fue cedido al Nottingham Forest, pero solo permaneció allí una temporada.
En la temporada 1999-00, regresó a Francia y fichó por el Lorient en 1999, donde permaneció por tres temporadas. En 2001, el equipo terminó subcampeón de segunda división y ascendió a la Ligue 1. En la siguiente campaña, el equipo descendió de categoría, pero aun así llegó a la final tanto de la Copa de Francia como de la Copa de la Liga.
En 2002, fue transferido al Girondins de Burdeos por €8 millones.Durante su estancia, conquistó la Copa de la Liga en la temporada 2006-07 después de vencer al Olympique de Lyon por 1-0.
El 9 de mayo de 2007, fichó por el Rangers y firmó un contrato por dos temporadas.Durante el partido contra el Zeta Golubovci en Montenegro, él y DaMarcus Beasley recibieron insultos racistas por parte de los aficionados contrarios.En su primera temporada, llegó a la final de la Copa de la UEFA, donde el equipo terminó cayendo ante el Zenit de San Petersburgo por 2-0.
En enero de 2009, se incorporó al Valenciennes y ayudó al club a obtener la permanencia en la Ligue 1.El 7 de agosto de 2009, decidió fichar por el FC Nantes donde permaneció una sola temporada.En agosto de 2010, Darcheville firmó por un año con el club griego Kavala.En agosto de 2011, anunció su retirada luego de sufrir una serie de lesiones en los aductores.
A pesar de anunciar su retiro, regresó a la Guayana Francesa para jugar en el US Sinnamary y luego en el AJ Saint-Georges entre 2012 y 2014.

## Selección nacional
Fue internacional con la Selección de fútbol de Francia Sub-21. A partir del año 2012 pasó a representar a la Selección de la Guayana Francesa jugando la Copa del Caribe.Con su seleccionado jugó 7 partidos y marcó 3 goles.

## Carrera como entrenador
El 11 de enero de 2022, Darcheville fue anunciado como entrenador de la selección de la Guayana Francesa.

## Clubes

### Como jugador
| Club                 | País             | Año       |
| -------------------- | ---------------- | --------- |
| US Sinnamary         | Guayana Francesa | 1994-1995 |
| Stade Rennes         | Francia          | 1995-1998 |
| Nottingham Forest    | Inglaterra       | 1998-1999 |
| FC Lorient           | Francia          | 1999-2002 |
| Girondins de Burdeos | Francia          | 2002-2007 |
| Rangers              | Escocia          | 2007-2009 |
| Valenciennes         | Francia          | 2009      |
| FC Nantes            | Francia          | 2009-2010 |
| Kavala               | Grecia           | 2010-2011 |
| US Sinnamary         | Guayana Francesa | 2011-2012 |
| AJ Saint-Georges     | Guayana Francesa | 2012-2014 |

### Como entrenador
| Club                             | País             | Año           |
| -------------------------------- | ---------------- | ------------- |
| Selección de la Guayana Francesa | Guayana Francesa | 2022-presente |

## Palmarés

### Como jugador

#### Campeonatos nacionales
| Título                     | Club                 | País    | Año  |
| -------------------------- | -------------------- | ------- | ---- |
| Copa de Francia            | FC Lorient           | Francia | 2002 |
| Copa de la Liga de Francia | Girondins de Burdeos | Francia | 2007 |
| Copa de Escocia            | Rangers              | Escocia | 2008 |
| Copa de la Liga de Escocia | Rangers              | Escocia | 2008 |